# Veselá (ort i Tjeckien, Plzeň)
Veselá är en ort i Tjeckien.   Den ligger i regionen Plzeň, i den västra delen av landet, 70 km sydväst om huvudstaden Prag. Veselá ligger 452 meter över havet och antalet invånare är 186.
Terrängen runt Veselá är platt åt sydväst, men åt nordost är den kuperad. Runt Veselá är det ganska glesbefolkat, med 42 invånare per kvadratkilometer. Närmaste större samhälle är Plzeň, 17,2 km väster om Veselá. Omgivningarna runt Veselá är en mosaik av jordbruksmark och naturlig växtlighet.